# دونی منوشه
دُنی مِنوشه (فرانسوی: Denis Ménochet‎؛ زاده ۱۸ سپتامبر ۱۹۷۶)، بازیگر اهل فرانسه است.
از فیلم‌های معروف او می‌توان به بازی در فیلم جانوران، حرامزاده‌های لعنتی، امپراطوری از پاریس، پیش پا افتاده، گرند سنترال و قبول شده اشاره کرد.